# Culata Yobái

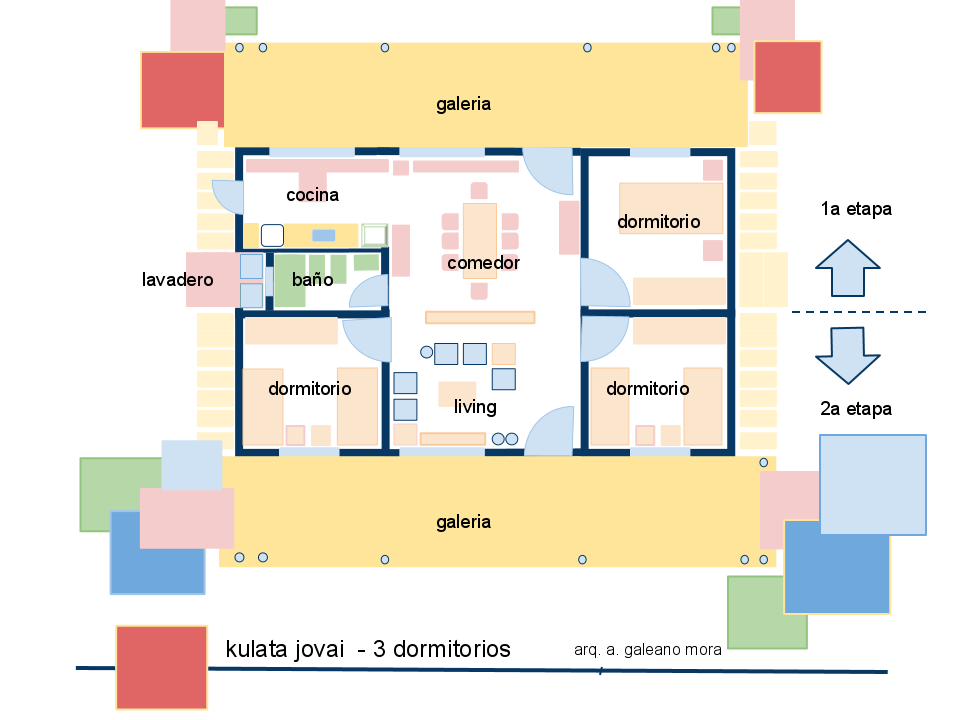
Kulatajovai-paredesrectas.

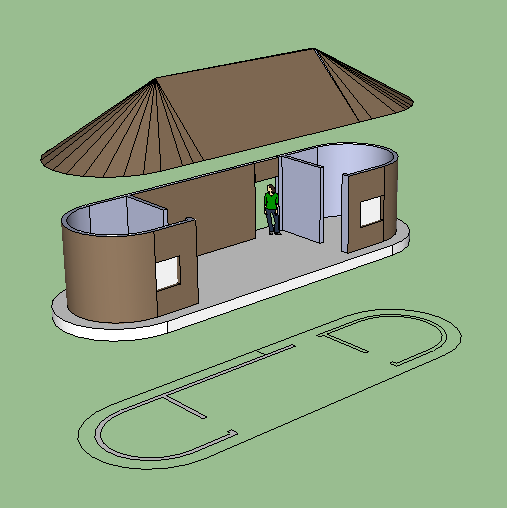
Kulata jovai de paredes curvas 1.

Kuláta jovái ("/culáta yovái/" según la grafía del guaraní paraguayo) es el nombre con el que se designa en guaraní, a la tipología arquitectónica, plan o proyecto de arquitectura y a la construcción típica de la vivienda rural en el Paraguay y en la amplia zona guaraní de América del Sur. En las provincias argentinas de Formosa, Chaco, Corrientes y Misiones se constata que en documentos antiguos y hasta mediados del siglo XX, la escritura es Culata Yobái.

## Tipología

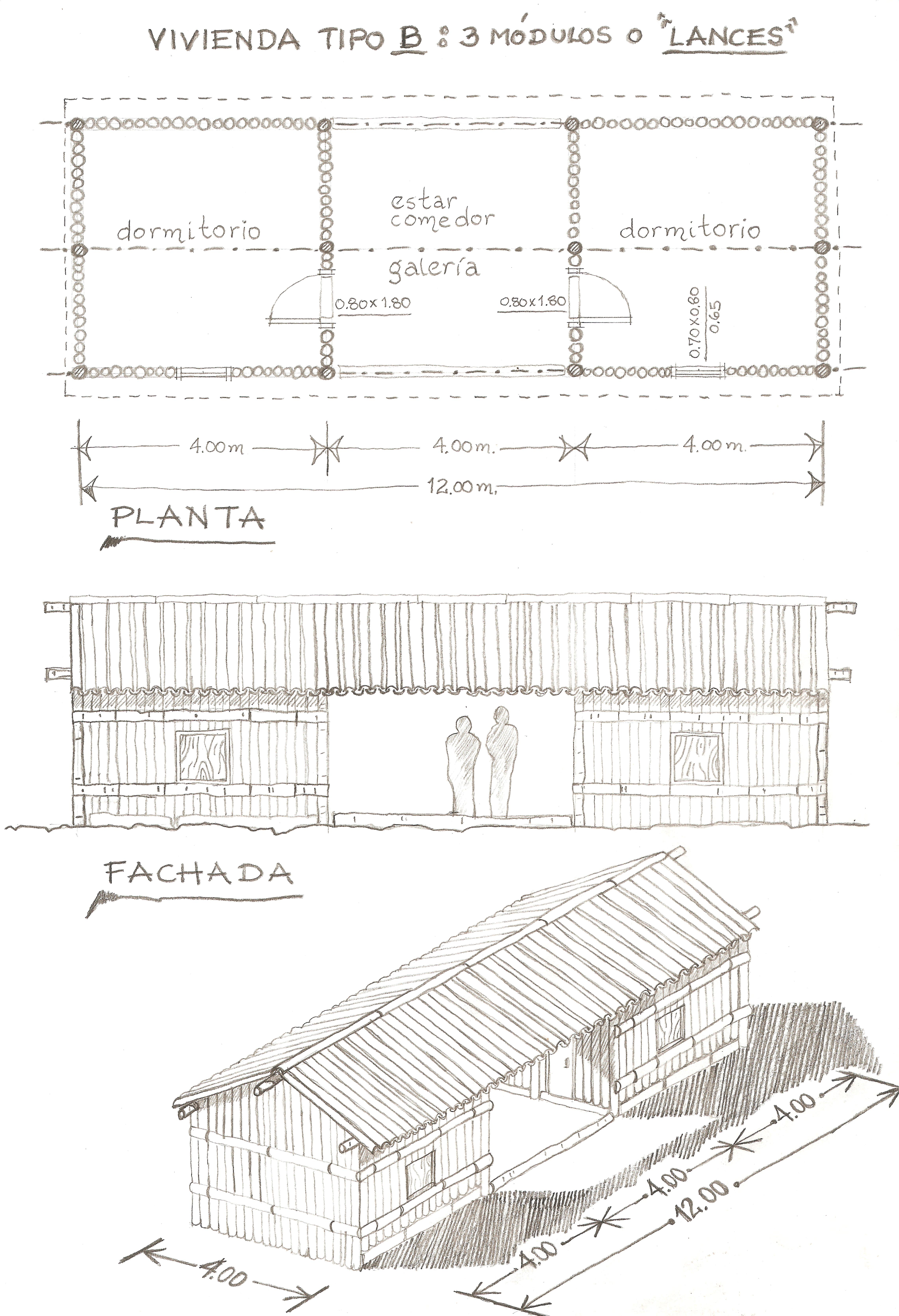
Planta, Fachada y Axonometría de Vivienda hecha con Karanda'y, Tipología Kulata Jovai, de la comunidad de CEIBO, Chaco Paraguayo, distante 475 km de Asunción, Paraguay.

Es un partido simétrico, consistente en un espacio central (koty guasu, habitación grande) y que tiene dos cuartos, estancias o piezas a los costados. Culata es el nombre de estos cuartos, de allí su nombre, jovái es enfrentados, que están ubicados frente a frente u opuestos simétricamente, por lo que su traducción práctica es "cuartos enfrentados o estancias enfrentadas". algunos autores, como Villagra Marsal (ver "discusión"), apuntan: "vivienda constituida por dos cuartos o grupo de ellos, separados por una galería abierta en ambos extremos".

## Primeras referencias bibliográficas sobre la tipología
El naturalista español Félix de Azara registró este tipo de arquitectura popular, en el siglo XVIII, luego el arquitecto uruguayo e historiador Juan Giuria  es el primero en rescatar y destacar  este partido en " La Arquitectura del Paraguay".
La primera pintura de este tipo de vivienda, así como la descripción de la vivienda y de la finca campesina paraguaya de la época. la realizó el suizo Johann Rudolph Rengger, entre los años 1816 y 1826, durante el Gobierno de El Supremo, Dr. Gaspar Rodríguez de Francia. El tipo pintado por Rengger, ilustra un kulata jovai con las culatas redondeadas hacia el frente, en tanto que el plano de Azara tiene las culatas redondeadas en las paredes laterales. La ilustración se encuentra en su libro "Un viaje al Paraguay", publicado en Europa en 1827, en alemán. Actualmente existen varias traducciones en español, así como estudios sobre el autor, la época, y las aportaciones que hizo Rengger en varios campos.
El Dr. Arquitecto Luis Ríos, escribe una obra sobre la misma. También el Arq. Herreros, Jorge Arturo [y otros].

## Variantes
El historiador argentino Ramón Gutiérrez, en su obra sobre la arquitectura del Paraguay, reproduce el plano de Félix de Azara (facsímil de la copia española del original existente en Montevideo, Uruguay), y contiene plantas y otros estudios. 
En el plano de Azara, se observa que las paredes externas de los cuartos, son curvas. Separados y hacia atrás, se construye la cocina, el pozo y el baño o letrina. Este tipo se conoce hoy como "kuláta jobai". Luego estas paredes, se hicieron rectas, que es la forma] más utilizada en la actualidad. Sobre el espacio de usos múltiples generalmente se construía un "sobrado" o pequeño entrepiso utilitario que servía como depósito de alimentos. Este sobrado, en tipos más desarrollados relacionados con la producción rural, se apoya sobre una viga de gran tamaño, que sirve por debajo, para conectar (estribar) una prensa de madera, prensa yvyra, a tornillo, que sirve para hacer fardos de tabaco o algodón, productos tradicionales de los agricultores paraguayos, y que constituyen elementos esenciales para su economía.
En los prototipos de mayor precio y comodidad, se suelen agregar galerías (ógaguy) por delante y por detrás. En viviendas de aún mayor precio, se construye una galería períptera o "korredor jere" (corredor yeré), que es el tipo más apreciado. Estas galerías permiten controlar eficientemente el desempeño y confort térmico de estas viviendas, así como permiten un contacto directo con el entorno, además de que pueden utilizarse de múltiples formas y para distintos fines.
El arquitecto César Carli, en su obra "Misterios de la Arquitectura Parte II", incluye ocho plantas evolutivas del culata yovài en el Paraguay y la Argentina, que contrapone a obras clásicas de la arquitectura mundial - las denomina tipologías eruditas - realizadas con el partido simétrico semejante al del Kuláta Jovái - que denomina tipología vernácula. Existe también una tipología binuclear originada en el culata yovái. Esta tipología binuclear ha sido estudiada y empleada contemporáneamente en varios proyectos de viviendas sociales en el Paraguay y la Argentina.

## Materiales y métodos constructivos
Los materiales originales utilizados, eran las paredes (pared =guambipe, en guaraní antiguo, Ogyke en guaraní actual) de barro (tuju) reforzado con maderos o palos, pilares (oga okyta, en guaraní)) resistentes de madera, techo de paja (Ogahoya. en guaraní) sobre estructura de madera, y puertas y ventanas. El koty guasu es un espacio libre, como una galería cubierta (ogaguy), en el sentido de que no tiene las paredes del frente, generalmente orientado al Norte (vientos cálidos desagradables) o Noreste (Vientos suaves y frescos, considerada la mejor orientación en Paraguay y regiones aledañas): en cambio, en el frente Sur (vientos fríos y temporales) se materializa una pared con pequeñas aberturas o separación del techo, protegidas por los aleros bajos,  para la ventilación cruzada y el efecto brisa: Como cerramiento del frente(koty mbotyha) Norte o Noreste de este espacio (tenda), se utilizaba algunas veces un "trillage" o kuarapemby (especie de muro cortina de tacuaras en diagonales cruzadas). Este kuarapemby también se hace de listones livianos de madera, de ladrillos, o de piezas cerámicas, conformando un muro de celosía de elementos cerámicos. La tipología acepta cualquier tipo de materiales: se han construido y se siguen construyendo en barro, tacuara, "picanilla" o "caña de Castilla" (especie de tacuara de pequeño diámetro,(utilizada para cerramientos y cercos, ciellorrasos, estructuras livianas y provisorias en general), adobe, ladrillo común, ladrillo prensado o de máquina, así como es usual la combinación de todos ellos. Los chiriguanos o Guaraníes Andinos, las construyen con piedras. El problema mayor del frente abierto es mantener la privacidad y no cortar la ventilación cruzada, así como evitar la entrada de la polvareda. De ahí la necesidad de utilizar el riego del patio frontal, la enramada y/o galería, así como arbustos, enredaderas y vegetales que filtren dicho polvo ambiental. En las zonas con mucha polvareda, se construyen las paredes en el frente norte, pero con grandes aberturas, con sistemas de filtros naturales y artificiales de variada naturaleza.De ahí el uso del trillage, muros de celosía, Cortinas livianas, telas mosqueras, enredaderas, arbustos filtrantes del polvo y otros recursos, como un gran alero bajo y el riego frecuente del patio.   Es fundamental que el patio delantero sea compacto, libre de polvo, para lo cual se construye con tierra apisonada con cenizas o con mortero de cemento, o cubierto de pisos de lajas de piedra, ladrillos comunes, losetas, o baldosas calcáreas, cemnticias o cerámicas. Este patio generalmente está cubierto por alguna enredadera o combinación de ellas. El piso de ladrillos comunes o de terracota, es muy utilizado: absorben el agua de riego que durante el transcurso de la jornada se evapora de a poco, produciendo con la menor brisa, un efecto refrescante muy agradable. Últimamente ha proliferado el uso de toldos de trama abierta, llamadas popularmente "media sombra" tanto para semicerramientos horizontals como verticales. Tiene la ventaja de que pueden ser humedecidos con cierta frecuencia, permitiendo incluso, reducir el asoleamiento de grandes superficies con un bajísimo costo.
La versión palafítica del "kulata jovái", se usa en las zonas anegadizas a la vera de las zonas inundables de los grandes ríos como el Paraná y el Paraguay. Esta tipología palafítica, ha sido estudiada en la provincia argentina de Santa Fe, por el arquitecto César Carli, como "la vivienda del isleño", destacando su funcionalidad, flexibilidad, economía y cualidades aerodinámicas, resistentes y ecológicas.
También se construyen viviendas de esta tipología con material basado en los troncos de Karanda'y, tanto las paredes, los elementos estructurales: pilares y vigas, así como tejas de Karanda'y , en la zona rural de la comunidad llamada "Ceibo", antiguo Obraje taninero, distrito de Puerto Pinasco, en el Departamento de Presidente Hayes en la Región Occidental del Paraguay, es decir, el Chaco Paraguayo.
Recientemente se están construyendo en la ciudad de Santa Fe (Argentina), barrios con una versión de la Casa Carli basada en el Kulata Jovái. Estudios matemáticos han demostrado la posibilidad de realizar más de 10 millones de variaciones de este prototipo.
En Buenos Aires, la más reciente obra del célebre arquitecto argentino Mario Roberto Álvarez, el "Madero Office" es un edificio en altura de 140 m de altura, basado en la tipología simétrica similar al Kulata Jovái: Las plantas típicas consisten en una planta libre central, que tiene en sus extremos (o "culatas") los núcleos de servicio.
Partidos semejantes existen en la amplia región amazónica sudamericana, especialmente en las viviendas palafíticas del Perú, Venezuela, Brasil y Bolivia. La vivienda campesina maya originaria es casi idéntica al "kuláta jere", en el sentido del sistema constructivo y de la forma redondeada de los extremos. La estructura del techo de la vivienda maya, está reforzada por una cruceta (TANCHE,  en lengua maya) o cruz tipo San Andrés que no existe en el culata jovái paraguayo.En cambio la vivienda maya no cuenta con el espacio central multiuso o Koty guasu.
Este partido simétrico ha sido utilizado por célebres arquitectos, como por ejemplo Louis I. Khan. En la obra Trenton bath house, New Jersey, incluida en el National Register of Historic Places de los Estados Unidos. Es una bellísima obra, que puede calificarse de ejemplar, consistente en un doble Kulata Jovái con patio central.

## Sistema constructivo con bóvedas de ladrillos comunes
En  Tucumán, Argentina, con este partido, el eminente arquitecto Eduardo Sacristie, con el Arq. Caminos proyectó y realizó un prototipo experimental en la localidad de Tafí, sistema que luego aplicó en mayor escala en otra residencia de la misma localidad.

## En La Región Occidental del Paraguay o Chaco Paraguayo y en la Región Oriental
Existen comunidades chaqueñas, donde se utiliza la Kulata Jovai para los programas de Viviendas, con el sistema constructivo basado en el uso de Troncos de Karanda`y como materia prima. Las viviendas construidas, en su mayoría para obreros de la industria taninera que existía en esa zona, están moduladas en medidas de 4,00m x 4,00m, siendo dormitorios en los extremos y espacio multiuso (cocina, estar, comedor o dormitorio)en el centro. Algunas de esas comunidades son: Puerto Pinasco, Ceibo, Puerto Casado, Fuerte Olimpo, Bahía Negra, entre otras.
En la Región Oriental del Paraguay, las viviendas construidas con la tipología de Kulata Jovai, en las zonas de producción agrícola y ganadera, han utilizado en gran número, la Madera y la Paja o Kapi`í (en el idioma Guaraní), como materiales de construcción. 

## Noroeste argentino
Últimamente, en las provincia del Noroeste Argentino, se han construido con este partido, prototipos de viviendas sociales en Salta y Jujuy, como puede verse en varios números de la Revista del Consejo Nacional de la Vivienda (Argentina).

## Prototipos industrializados en la Patagonia y Chile
Viviendas Industrializadas de diseño contemporáneo: En la Patagonia (2014), un equipo argentino-chileno ha lanzado un sistema constructivo industrializado de altos estándares de calidad, utilizando plataformas elevadas sobre el terreno natural, uno de cuyos prototipos corresponde a la tipología simétrica del Kulata jovái. En Chile, también se han construido prototipos industrializados, utilizando contenedores metálicos ensamblados, logrando una alta calidad tanto en el confort y el diseño arquitectónico como en los criterios ecológicos de respeto al medio ambiente, como la Casa Container, diseñada por Sebastián Irarrázaval.

## En Uruguay
En Uruguay puede citarse como una de las obras más recientes con este partido simétrico, una vivienda de grandes dimensiones consistente en un edificio central, la vivienda propiamente dicha y en sentido perpendicular a ésta, formando una "L", otro culáta jovai que contiene a lo que llaman la "pool house". La obra corresponde al estudio uruguayo SIM. 

## En Ecuador
En Tumbaco, Quito, Ecuador en el 2o14, se construyó una innovadora vivienda con adobe, antisísmica. Consiste también en un partido en L, donde el sector principal conforma un culáta jovái con galería. El otro sector más pequeño es también simétrico
pero el espacio central está cerrado. Es un interesante ejemplo de arquitectura entisísmica ecológica, una de cuyas características principales es la utilización de armadura de acero para consolidar las paredes de barro.

## En Perú,   "el aguajeno", el kulata jovái amazónico
En Perú se diseñó un prototipo denominado el "Aguajeno", típico culata jovai sobre pilotes, para las etnias amazónicas. Ha recibido elogios y críticas, principalmente con respecto a si es verdaderamente ecológico .

## El culáta jovái y su Influencia en otras artes
El kuláta ha influido en otras artes como la pintura, la música y la literatura que han hecho sus interpretaciones de este diseño arquitectónico. Como documento interesantísimo, en la Argentina, es el culáta yobái pampeano representado por el plástico Molina Campo (no confundir con las obras del plástico paraguayo Andrés Guevara, que antes de Molina Campos creó el tipo característico que este utiliza para la representación de los personajes populares rurales), donde se pueden observar los postes u columnas de madera en el centro del espacio central. Se reproduce más abajo un fragmento del cuadro, donde se ve en detalle este tema.

## Kuláta Jovai Anfibio Santafesino para zonas inundables
Cada día que pasa, nos encontramos con verdaderas sorpresas en el uso del Kulata. Una obra que no se puede menos que considerar como ejemplar, es el proyecto de viviendas flotantes para inundados de los Santafesinos  Maillén Weiss, Milton Ferreyra, Yamil Boujón (Taller Carli), denominadas "Viviendas anfibias". En la más pura tradición santafesina, siguiendo el "pyporé" (huella, pisada)  del Arq. Carli, estos estudiantes han elaborado una contundente respuesta arquitectónica con profundo sentido social, a una vieja desgracia colectiva regional, desde el Brasil al Río de la Plata, pasando por Paraguay y Uruguay, que son las inundaciones.Ya uno de los más grandes mitos guaraníes, la leyenda de Iriverá o Yryverá, se refiere a este asunto desde épocas inmemoriales. Los dioses castigaron a Yryverá y a su pueblo con una terrible quemazón y luego con una inundación. Yryverá creó la embarcación, Ygarí, con el fuego sagrado para alejar a los seres y dioses malvados, recogiendo en esa barca a sus hermanos ahogados. los Tekokatú. Con eso, se volvió a poblar la Tierra. Yryverá repartió la Nueva tierra y Kajá (Cayá o Caiá), la hermana, que recogiera en un kambuchí,(cántaro) las semillas de las plantas útiles, les dio las sermillas, renaciendo entonces la agricultura y la humanidad. De paso digamos que Santa Fe tiene el honor de contar con la única ciudad -Cayastá- que honra la memoria de Kayá, la semidiosa guaraní salvadora de la humanidad. Como nuevos Yryverá y Kayá, estos aventajados estudiantes han elborado un nuevo Ygarí, para salvar a nuestros hermanos en las inundaciones. una estudiada y racional solución al viejo problema, hasta hoy vigente. Sería injusto no recordar los numerosos estudios regionles de Carli, para la solución de las inundaciones en Santa Fe y zonas parecidas. Alguna vez será. En estas viviendas anfibias, se han empleado según los autores, los siguientes conceptos: el partido del Kuláta Jovaia, el  huerto flotante, y aplicado los conceptos de Carli acerca de: la calle patio, el patio corazón, las Exclusas móviles y otros.  Véase el blog ARQA, al final de las "Referencias externas", con planos, cortes, vistas, estructuras,  memoria descriptiva, etc.
- Acerca de la leyenda de Yryvera, de la etnia de los Jakaira, se consigna un blog, donde se ha transcrito la misma. También debe mencionarse que los antecesores de los Jakáira, crearon el método de la representación mediante la planta (Pyporé), hace más de 5.000 años. Según los arqueólogos de Altamira, que realizaron el estudio de los petroglifos de Jasuká Venda, el sitio sagrado Jakáira (Yakáira), allí se originó la "cultura de las pisadas", extendida desde la Patagonia hasta Colombia. Ha sido denominado, por la cantidad de representaciones, "el Louvre del arte rupestre Sudamericano".